# Metatiron bonaerensis
Metatiron bonaerensis is een vlokreeftensoort uit de familie van de Synopiidae. De wetenschappelijke naam van de soort is voor het eerst geldig gepubliceerd in 1998 door Alonso de Pina.